# Чистосердечное признание (телепрограмма)
«Чистосердечное признание» (с января 1997 по сентябрь 2001 года называлась «Криминал: Чистосердечное признание») — документальная телепрограмма НТВ. С января 1997 по декабрь 2003 года передача являлась еженедельным приложением к программе «Криминал». В каждом выпуске было расследование любых происшествий. Первое время передача выходила по субботам в 10:15, затем время её выхода перенесли на вечер будних дней, с 2004 года и до закрытия передачу транслировали по воскресеньям вечером.

## История
Программы «Криминал» и «Криминал. Чистосердечное признание» были созданы корреспондентом службы информации НТВ Николаем Николаевым.
За всю историю существования телепрограмма успела сменить несколько жанров.

### Первый вариант

Заставка к первому варианту программы, использовавшаяся в период с 1997 по 2003 год

С 1997 по 2003 год программа состояла из четырёх рубрик и смешивала разные жанры: репортаж, расследование, аналитика и многое другое. Например: «Расследование» — попытка собрать и проанализировать все возможные доводы, взвесить все аргументы. «Чистосердечное признание» — центральная рубрика программы, «Адвокатские истории» — попытка помочь людям, попавшим в сложные жизненные ситуации, «Архив» — рассказ о прошлом, порой очень страшном прошлом. Все материалы для передачи являлись авторскими, готовились корреспондентами телекомпании НТВ, работавшими в программе «Криминал».
С января по июль 1997 года демонстрировалась в рамках блока передач «Сегодня днём», с лета 1997 года, после его закрытия, стала отдельной программой в сетке вещания канала НТВ. 
В апреле 2001 года, когда возникла угроза изменения руководства НТВ, журналисты, работавшие над проектами отдела правовых программ, сперва поддержали общую позицию журналистского коллектива НТВ. Но всё изменилось 9 апреля 2001 года. Во время обострения ситуации вокруг телекомпании НТВ, в эфире программы «Криминал» в 19:40 автор и ведущий передачи Михаил Фролов заявил о том, что «программа больше не будет выходить в эфир НТВ». Весь штат криминальных программ покинул телеканал в полном составе.
«В сложившейся ситуации мы не можем найти общего языка с теми людьми, которые сегодня определяют политику этого канала. И мы уходим. Надеемся, что наши постоянные зрители нас простят. До свидания».
Однако 14 апреля 2001 года все корреспонденты программы вернулись на телеканал. С 15 сентября 2001 года название сменилось на «Чистосердечное признание». В таком формате программа продолжала выходить до 24 декабря 2003 года, после чего в начале 2004 года её выход в эфир был остановлен из-за низких рейтингов, а также потери авторского стиля, визуального почерка и уникальности передачи среди других телепроектов отдела правовых программ.

### Второй вариант
Осенью 2004 года, после реорганизации отдела правовых программ НТВ и его трансформации в Дирекцию правового вещания, которую возглавил Юрий Шалимов, программу «Чистосердечное признание» решили восстановить в сетке вещания канала. Формат программы изменился. Теперь «Чистосердечное признание» — это получасовая передача, посвящённая одной конкретной теме, сопровождающаяся закадровым голосом Сергея Полянского.
Первое время передача специализировалась на криминальных расследованиях, но впоследствии, к концу 2000-х годов, после того, как у создателей закончился запас криминальных тем, передача стала документальным циклом, рассказывающим о происшествиях и ситуациях с обычными людьми или же со звёздами. Формат программы, введённый в 2004 году при Шалимове, пользовался большей популярностью у зрителей НТВ по сравнению с первоначальным: зачастую средняя доля передачи достигала показателя 22,2—22,6 %. Рекордных показателей (35 %) в феврале 2007 года достиг неоднозначный фильм под названием «Крутые дети», вышедший в рамках программы. 
Не менее громким оказался и фильм «Людоеды», показанный в программе 30 октября 2005 года. Его содержание вызвало целую бурю негодований со стороны общественности и депутатов Государственной Думы РФ. Вскоре депутаты даже обратились к руководству НТВ и других телеканалов с заявлением о недопустимости показа сцен жестокости и насилия в федеральном телеэфире. Более того, показ данной передачи в прайм-тайм выходного дня противоречил подписанной руководителями крупнейших федеральных телеканалов (в том числе и НТВ) в июне 2005 года Хартии телевещателей «Против жестокости и насилия». Спустя некоторое время в эфире НТВ появилась программа из этого же цикла о захвате школьного автобуса с детьми в городе Орджоникидзе (ныне Владикавказ) в 1988 году, представившая захватчиков в позитивном свете и показывающая дружбу бывшего полковника КГБ Евгения Шереметьева с вожаком захватчиков Павлом Якшиянцем. Эфир прошёл 25 декабря 2005 года.
Некоторые выпуски второго варианта передачи носили откровенно разоблачительный характер: в апреле 2005 года на НТВ была показана документальная лента «Бригада из ЮКОСа», в которой рассказывалось, что под видом добропорядочных бизнесменов из нефтяной компании якобы скрывались преступники. В августе 2006 года была показана передача «Человек из ЮКОСа», где ранее занимавший должность директора компании по стратегическому планированию Алексей Голубович нелицеприятно отзывался о деятельности своего бывшего работодателя. В декабре 2006 года был показан фильм с подзаголовком «Зараза всюду» — о микробах, бактериях и инфекциях в жизни известных людей. А 22 января 2012 года в эфир НТВ вышел выпуск «Чистосердечного признания», который с критической позиции рассказывал о новогодних каникулах российских оппозиционеров.
До 27 марта 2011 года программа завершалась демонстрацией титров с указанием съёмочной группы.
Отдельные выпуски второго варианта «Чистосердечного признания» повторялись в эфире НТВ в 2012—2013 годах под заставкой «Бывает же такое!» (с 1997 по 2012 год повторы программы выходили под оригинальным названием в дневное, с 2001 года — в утреннее время).
Программа была закрыта руководством НТВ в июне 2013 года по причине снизившихся рейтингов (в марте-июне 2013 года программа шла параллельно с шоу перевоплощений «Один в один» на «Первом канале», и часть аудитории терялась).

## Критика
В середине-конце 2000-х годов программу «Чистосердечное признание» часто критиковали за излишнее смакование подробностей из жизни маргиналов, бомжей, проституток и криминальных авторитетов, а также показ жестокости и насилия или же изуродованных или подвергнувшихся издевательствам людей, в том числе и несовершеннолетних лиц, в прайм-тайм.
В апреле 2011 года Общественная коллегия по жалобам на прессу признала «дискриминационный подход подачи материала и нарушение профессиональной этики» в программе, вышедшей в эфир 3 октября 2010 под названием «Между нами девочками». С жалобой в коллегию обратилась Российская ЛГБТ-сеть при поддержке нескольких общественных организаций. По мнению заявителей, в программе был продемонстрирован не соответствующий действительности образ лесбиянок и бисексуалок, способствующий формированию и укреплению негативных стереотипов в отношении секс-меньшинств, были искажены факты и распространена информация о личной и семейной жизни конкретных лиц без их согласия.
Координатор программы «Правовая помощь» Российской ЛГБТ-Сети Ксения Кириченко обратила внимание Коллегии на то, что дискриминационный подход к социальной группе, в которую входят лесбиянки, геи, бисексуалы и трансгендеры, приходится признать типичным для НТВ. Большинство членов коллегии сочли, что материал носит дискриминационный характер, поддержав позицию заявителей.

## Корреспонденты (до 2003)
В подготовке сюжетов для передачи до 2003 года принимали участие многие тележурналисты, работавшие в ежедневной программе «Криминал»:
- Александр Анучкин[2]
- Антон Вохминцев
- Ольга Демирчян
- Алексей Егоров
- Ксения Ильина
- Андрей Калошин
- Сергей Канев
- Владимир Кобяков[49]
- Дмитрий Кондратенков
- Алексей Малков
- Андрей Медведев[50]
- Андрей Минаев
- Андрей Мухин
- Дмитрий Неклёсов
- Александр Пальников
- Игорь Панарин
- Дмитрий Помельников
- Марат Сетдиков
- Денис Солдатиков
- Мария Столярова
- Михаил Тукмачёв
- Владимир Тюлин
- Сергей Фарафонов
- Илья Филиппов
- Михаил Фролов
- Вадим Хуланхов
- Олег Чертков[51]
- Юрий Шалимов
- Сергей Яцков

Некоторые из перечисленных впоследствии стали работать для информационной программы «Сегодня».